# استوریه د اراکلس

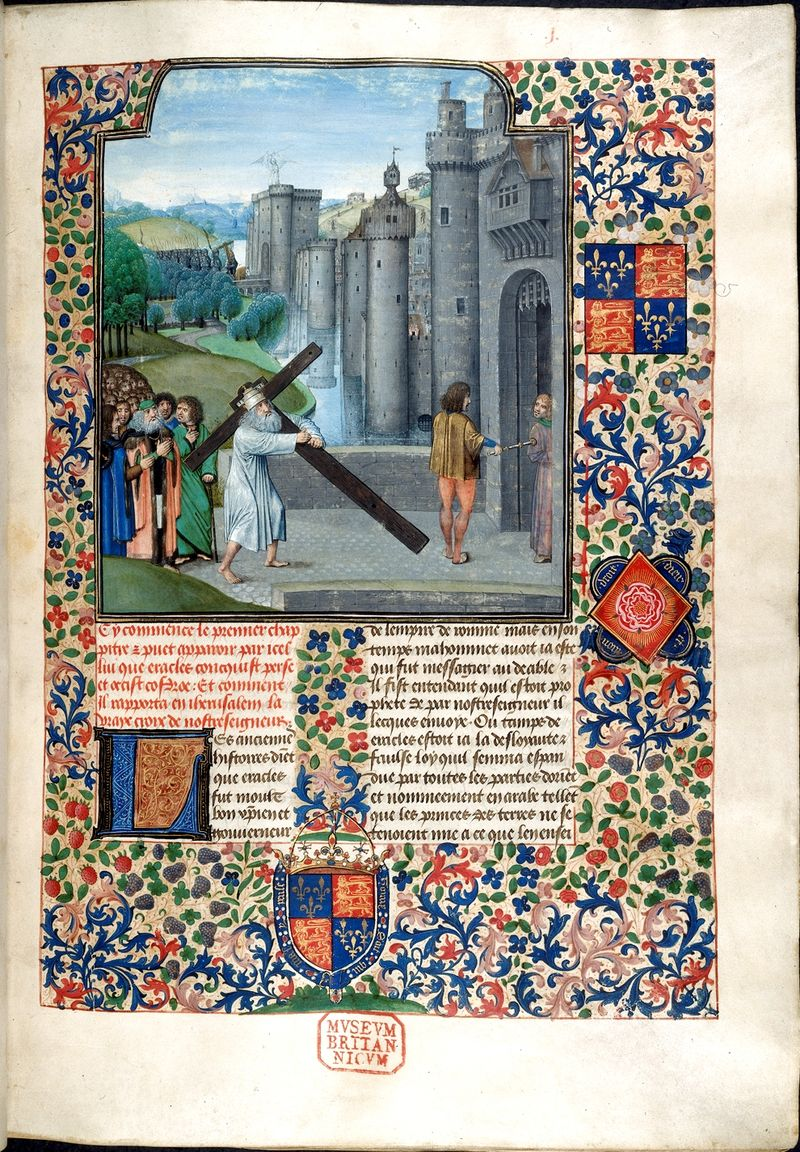
حمل صلیب راستین توسط امپراتور هراکلیوس، کتابخانه بریتانیا، متعلق به قرن ۱۵ میلادی.

اِسْتوریه دِ اِراکْلِس ((به فرانسوی: Estoire d'Eracles)؛ (به فارسی: تاریخ هراکلیوس)) ترجمه‌ای است از کتاب وقایع آن سوی دریاها ویلیام صوری و ذیل‌های آن که به زبان فرانسوی که مؤلف و مترجم آن گمنام و مجهول‌الهویه است. این کتاب با بازپس‌گیری اورشلیم توسط امپراتور هراکلیوس در سال ۶۳۰ میلادی آغاز می‌شود که نام این کتاب نیز براساس این موضوع انتخاب شده‌است؛ به سخن دیگر وجه تسمیه این کتاب به این دلیل است که ویلیام صوری وقایع‌نامه‌اش را با سلطنت وی شروع کرده‌است. در ادامه نویسنده به تاریخ ایالت‌های صلیبی از زمان تصرف اورشلیم توسط صلاح‌الدین در سال ۱۱۸۷ تا سال ۱۲۷۷ میلادی می‌پردازد. براساس مدارک و شواهد موجود، مترجم این اثر در بین سال‌های ۱۲۰۵–۱۲۳۴ در فرانسه فعالیت داشته‌است ولی از مؤلفان ذیل‌ها اطلاع چندانی در دست نیست.
استوریه د اراکلس یکی از مهم‌ترین منابع برای آگاهی از وقایع صلیبیان و لاتینی‌ها شرق در سال‌های ۱۱۸۴–۱۲۷۷ میلادی است. این اثر حاوی اطلاعاتی مفصل و همراه با جزئیات دربارهٔ سقوط اورشلیم در سال ۱۱۸۷، تاریخ وقایع آن سوی دریا پس از سقوط اورشلیم، جنگ سوم صلیبی (۱۱۸۹–۱۱۹۲)، فتح قبرس در طی جنگ سوم صلیبی، حوادثی که به جنگ صلیبی چهارم منجر گردید، وضعیت شاهزاده‌نشین انطاکیه و روابط این شاهزاده‌نشین با همسایگان مسلمانش و جنگ هفتم صلیبی و لشکرکشی لوئی نهم، پادشاه فرانسه، به مصر است. در واقع، نسخه‌های مختلف استوریه د اراکلس این ذیل را تا سال ۱۲۷۷ میلادی ادامه می‌دهد.
استوریه د اراکلس ــ ترجمه فرانسوی تاریخ ویلیام صوری ــ خود مشتمل بر ۴۹ نسخهٔ خطی است که تنها ۲ نسخهٔ آن ویرایش شده و مورد بررسی انتقادی قرار گرفته است که عبارت‌اند از: Colbert, Fontainebleau Eracle. از این اثر ۵ نسخهٔ خطی موجود است و حاوی برداشت‌های متفاوتی از وقایع است که در ذیل‌های دیگر آمده است. این نسخه از سوی ویراستاران مجموعه مورخان جنگ‌های صلیبی نیز استفاده شده است و دیگری Paulin Paris است. مؤلفان ذیل‌های تاریخ ویلیام صوری، ضمیمه‌ها و نظریات مهمی بر متن ویلیام صوری نوشته‌اند. از سویی دیگر، میان نسخه‌های متنوع ذیل‌های ویلیام صوری تفاوت چشمگیری وجود دارد.

## ذیل‌هایاستوریه د اراکلس
ذیل‌هایی که استوریه د اراکلس را ادامه می‌دهند بین سال‌های ۱۲۲۰ تا ۱۲۷۷ جمع‌آوری و تألیف شده و به این اثر اضافه شده و آن را تکمیل نموده‌اند. برخی از این ذیل‌ها عبارت‌اند از:
ذیل (۱۱۸۵–۱۲۲۹)
این ذیل [بدون نام] از تاریخ ویلیام صوری مشتمل بر وقایع سال‌های ۱۱۸۵ تا ۱۲۲۹ میلادی، و شبیه به اطلاعاتی است که در وقایع‌نامه ارنول ثبت شده‌است. از این ذیل ۴۴ نسخهٔ خطی وجود دارد.
استوریه د اراکلس فلورانس
ذیل مختصری است از استوریه د اراکلس، معروف به استوریه د اراکلس فلورانس و مشتمل بر شرح بی‌نظیر و منحصربه‌فردی از وقایع سال‌های ۱۱۹۱ تا ۱۱۹۷ میلادی است. این ذیل نیز تا سال ۱۲۷۷ ادامه می‌یابد.
استوریه د اراکلس لیون
مشتمل بر تاریخ وقایع پادشاهی لاتینی‌ها در شرق در سال‌های ۱۱۸۴–۱۱۸۷ میلادی است. پیتر ادبوری بر این باور است که نسخه خطی آن ــ بنا بر نظر قطعی مارگارت مورگان اساس مبنای وقایع‌نامه ارنول است که از بین رفته ــ در دههٔ ۱۲۴۰ میلادی، گردآوری شده‌است. استوریه د اراکلس لیون یکی از مهم‌ترین نسخه‌هایی است که اساس چاپ‌های جدیدی استوریه د اراکلس نیز به‌شمار می‌آید. این نسخه از سوی مارگارت با عنوان ذیل تاریخ ویلیام صوری به چاپ رسیده‌است. نسخهٔ خطی استوریه د اراکلس لیونبه دلیل آنکه در کتابخانه لیون فرانسه نگهداری می‌شود، به این نام شهرت یافته‌است.
ذیل روتلین
این ذیل بر وقایع‌نامه ویلیام صوری به نام Abbe Rothelin صاحب نسخه اصلی‌اش در قرن ۱۸ روتلین نام گرفته‌است. ذیل روتلین حاوی وقایع سال‌های ۱۲۲۹ تا ۱۲۶۱ میلادی در ۱۲ نسخه خطی باقی مانده‌است که اصل همه به شمال فرانسه یا نزدیکی سوآسون می‌رسد. این وقایع‌نامه با رویدادهای سال ۱۲۲۹، و با وصفی از شهر اورشلیم آغاز می‌شود و با استناد به منابع مختلف، شرایط و وضعیت آن شهر را از زمان تسخیرش به دست صلاح‌الدین ایوبی در سال ۱۱۸۷ به بعد شرح می‌دهد. ذیل روتلین بعد از یک مجموعه فصل‌هایی دربارهٔ تاریخ خاندان ایوبی؛ حشاشین و خیانت‌های امپراتور فریدریش دوم، به لشکرکشی کنت شامپانی تیبالد در سال ۱۲۳۹ می‌پردازد و رویارویی‌های نظامی وی را از هنگام عزیمتش از مارسی تا شکست وی در نزدیکی غزه در سال ۱۲۴۰ به‌طور پی‌درپی دنبال می‌کند. سپس به وقایع تا سال ۱۲۴۹ ادامه می‌دهد و لشکرکشی لوئی نهم را شرح می‌دهد و حوادث را تا قبل از پایان سال ۱۲۶۱ و اخراج زائران مسیحی از اورشلیم پیش می‌برد. از سویی دیگر، این ذیل گاهی از موضوع اصلی دور شده و به داستان‌های کوتاهی در مورد اسکندر و … می‌پردازد. از آن جایی که ذیل روتلین در غرب تألیف شده، عمدتاً دیدگاه‌های اروپاییان را انعکاس می‌دهد.
ذیل عکا
این ذیل بر وقایع‌نامه ویلیام صوری در عکا تألیف شده و به وقایع سقوط اورشلیم در سال ۱۱۸۷ تا نیمهٔ دوم قرن ۱۳ میلادی و وقایع سال‌های ۱۲۴۸، ۱۲۶۴، ۱۲۷۵ و ۱۲۷۷ اختصاص دارد. نویسندهٔ گمنام ذیل عکا نه تنها بر وقایع پادشاهی اورشلیم تمرکز دارد، بلکه همزمان وقایع مهمی را که در پادشاهی قبرس نیز رخ داده بود، توصیف می‌کند. وی نحوهٔ نزاع بین نیروهای فریدریش دوم با اشراف بومی پادشاهی قبرس ــ که از سوی خاندان ابلین رهبری می‌شدند ــ و نتیجهٔ آن را که به اخراج طرفداران امپراتوری در قبرس در سال ۱۲۴۳ انجامید، روایت می‌کند. به علاوه، این ذیل حاوی گزارشی از جنگ صلیبی هفتم و حمل صلیب از سوی لوئی نهم و لشکرکشی‌های صلیبی وی به شرق است.
وقایع‌نامه ارنول
وقایع‌نامه منسوب به ارنول، در واقع تعدادی نسخ مجزا، اما شبیه به هم است که از منبعی اصلی و مفقود اقتباس شده و به نظر می‌رسد به دست خود ارنول نوشته شده باشد. در واقع، اصل وقایع‌نامه ارنول و همه نسخه‌های مزبور از ترجمه وقایع‌نامه لاتین ویلیام صوری به فرانسوی قدیم به نام استوریه د اراکلس است. ارنول در اثرش تاریخ وقایع سرزمین‌های آن سوی دریا را از سال ۱۱۰۰ تا ۱۲۲۸ میلادی بیان می‌کند. برخی نسخ خطی، این وقایع‌نامه را تا سال ۱۲۳۲ ادامه می‌دهند که این نسخه‌ها به نام نسخه‌بردار آن، برنارد، خزانه‌دار دیر کوربی در فرانسه نیز معروف شده‌اند.